# Акты Московского государства 1559 года
Царствование: 1533—1584 — Иван IV Васильевич Грозный

## Акты Московского государства 1559 года
- 20 апреля — ввозная грамота дьяков Овинова Шепеля Осиповича и Матвеева Ивана Левшину Астафию Ивановичу на жеребьи деревень Красный Луч и Зубово в Дегожском погосте Шелонской пятины.
- 2 июля — указная грамота царя Ивана Васильевича (Стрелецкого приказа ?) в Коломну стрелецкому голове Кашкарову Андрею Фёдоровичу об изъятии "пития" из коломенских корчем.
- 5 августа — ввозная грамота Арине, вдове Чиркова Михаила Андреевича с сыном Невером и тремя дочерьми на поместье мужа деревни Матюнино, Вязово и другие с пустошами в Черемошской волости (стане) Ярославского уезда.
- 22 декабря  — ввозная грамота дьяков Овинова Шепеля Осиповича и Матвеева Ивана вдове княгине Кулышевой Фетинье Михайловне с сыном Алексеем на деревни Чопурово, Громудино и другие в Вышегородском погосте Шелонской пятины.